# ضریب کی

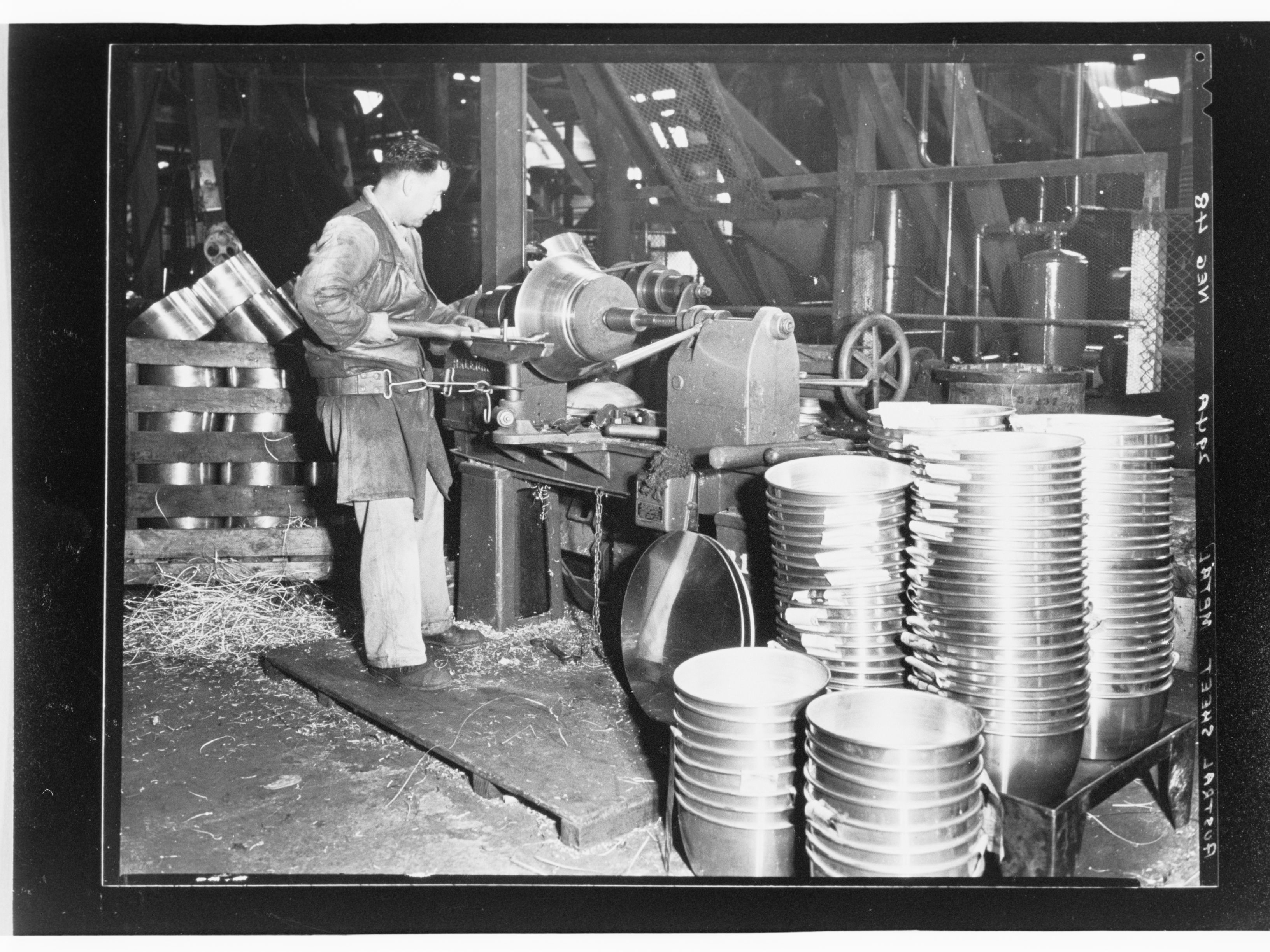
تولید ورق فلزی در کارخانه

هنگامی که یک ورق فلزی را خم می‌کنیم، ظرفیت خمش ورق به عواملی مانند ضخامت قطعه، زاویه خمش، شعاع داخلی، روشی که برای خم کردن ورق از آن استفاده می‌کنیم و ضریب کی یا ضریب ایگرگ بستگی دارد. در یک ورق فلزی خم شده، صفحه داخلی تحت اثر تنش فشاری و صفحه خارجی تحت اثر تنش کششی قرار می‌گیرند. جایی در میان این دو در مقطع ورق، محور خنثی وجود دارد که نه تحت کشش و نه تحت فشار قرار دارد. ضریب کی بیانگر نسبت فاصله صفحه خنثی از داخل خم و قطر کلی ورق می‌باشد.

## محاسبات
ضریب کی را می‌توان با محاسبه موقعیت محور خنثی یا با محاسبه ظرفیت خمش یا کسر خمش به دست آورد.

### ظرفیت خمش و کسر خمش
ظرفیت خمش، طول قوس خمی است که در امتداد محور خنثی صفحه فلزی اندازه‌گیری می‌شود، زیرا طول محور خنثی پس از خم شدن تغییر نمی‌کند. وقتی که ظرفیت خمش محاسبه شد، باید به طول ورق در حالت مسطح اضافه شود تا طول اولیه مورد نیاز ورق فلزی که در ورق‌کاری استفاده می‌شود، تعیین شود.
پس از خم‌کاری، طول لبه خارجی بیشتر از طول ورق فلزی در حالت مسطح است. کسر خمش مقدار طولی از ورق است که باید از طول کل صفحه کم کنیم تا الگوی مسطح صحیح محاسبه شود.

### ضریب کی با محاسبه موقعیت محور خنثی
موقعیت محور خنثی به جنس فلز، خط دانه، ماشین ابزار و شرایط محیطی بستگی دارد اما به طور کلی به داخل خم نزدیک‌تر است؛ به همین خاطر فرمول ضریب کی به این شکل نوشته می‌شود:
{\displaystyle K={\frac {t}{T}}}
- K = اندازه ضریب کی
- t = فاصله محور خنثی تا داخل خم
- T = ضخامت ورق

محور خنثی در مقطع یک میله تحت اثر لنگر خمشی

برای محاسبه موقعیت محور خنثی، با توجه به مقطع ورق و کامپوزیت بودن یا نبودن آن، می‌توان از فرمول‌های هندسی محور خنثی مقطع استفاده کرد.

### ضریب کی با محاسبه ظرفیت خمش
بین ظرفیت خمش و ضریب کی رابطه مستقیم وجود دارد. فرمول ظرفیت خمش را می‌توان به این طریق نوشت:
{\displaystyle (BA)={\frac {\pi }{180}}\times (R+KT)\times (\theta )\Rightarrow K={\frac {180\times (BA)}{\pi \times \theta \times T}}-{\frac {R}{T}}}
- BA = ظرفیت خمش
- R = شعاع داخلی خم
- K = اندازه ضریب کی
- T = ضخامت ورق
- θ = زاویه خم

در فرمول بالا به جز ضریب کی و ظرفیت خمش، همه مقادیر قابل اندازه‌گیری هستند. برای محاسبه ظرفیت خمش یک ماده می‌توانیم از روش مهندسی معکوس استفاده کنیم که طی مراحل زیر انجام می‌شود:
1. بریدن یک ورق ساده و محاسبه ضخامت و طول در حالت مسطح
2. خم کردن ورق به اندازه قائم و محاسبه طول‌های مسطح (خم نشده)
3. اندازه شعاع داخل خم به ابزار استفاده شده بستگی دارد و معمولا با ضخامت ورق یکسان در نظر گرفنه می‌شود

### ضریب کی با محاسبه کسر خمش
با توجه به تعریف کسر خمش، می‌توان ضریب کی را به شکل زیر به دست آورد:
{\displaystyle (BD)=2\times (R+T)\tan({\frac {\theta }{2}})-{\frac {\pi \times (R+KT)\times \theta }{180}}}
- BD = کسر خمش
- R = شعاع داخلی خم
- K = ضریب کی
- T = ضخامت ورق
- θ = زاویه خم

### عوامل فیزیکی موثر
ابعاد، خواص و روش ایجاد خم بر اندازه ضریب کی محاسبه شده، اثر می‌گذارند.
1. خواص ماده: مواد مختلف دارای شکل‌پذیری و استحکام‌های مختلفی هستند که بر نحوه کشیده شدن و خم شدن ورق تاثیر می‌گذارد.
2. ضخامت ورق: معمولا در ورق‌هایی با جنس یکسان، ضخامت بیشتر باعث کم شدن مقدار ضریب کی می‌شود.
3. شعاع خم: خم تیز تر در ورق باعث کم شدن مقدار ضریب کی می‌شود.
4. خم‌کاری: روش‌های مختلف اثرات مختلفی بر ضریب کی ورق فلزی می‌گذارند.

## اهمیت
در صنعت، استفاده درست از ضریب کی به دلایل مختلف، حیاتی است. ضریب کی به طور مستقیم بر ظرفیت خمش اثر می‌گذارد. محاسبه دقیق ظرفیت خمش باعث می‌شود که از درست بودن ابعاد ورق قبل از انجام فرایند برگشت‌ناپذیر خم کردن اطمینان حاصل شود. اگر ابعاد نادرست محاسبه شوند، بعد از انجام فرایندها بر روی قطعات، دچار مشکل در بخش مونتاژ قطعات می‌شویم. این خطا باعث افزایش هزینه و زمان ساخت محصول می‌شود. همچنین محاسبه درست ضریب کی برای بهینه‌سازی در مواد اولیه استفاده شده و کاهش ضایعات صنعتی مهم است.

## در صنعت

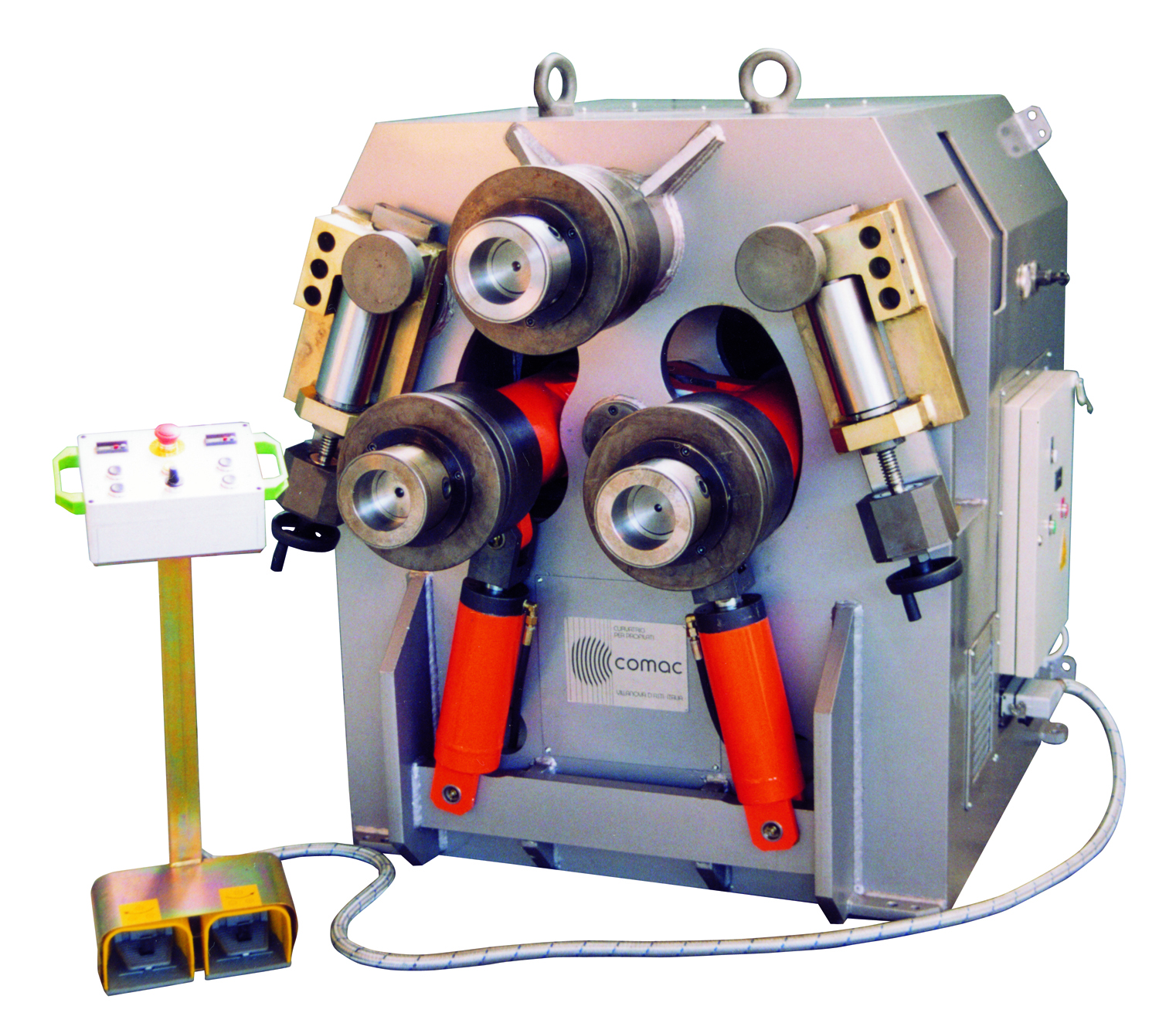
یک نمونه دستگاه خم‌کاری

در استفاده‌های صنعتی، ضریب کی به صورت دستی محاسبه نمی‌شود؛ بلکه بر اساس جداول مهندسی و با توجه به جنس ورق، نوع ایجاد خم و شعاع خم تعیین می‌شود. در اکثر جدول‌های ضریب کی، سه روش خم‌کاری: خم‌کاری هوایی، خم‌کاری پایین و سکه‌زنی.

### خم‌کاری هوایی
در خم‌کاری هوایی، شعاع تولید شده درصدی از بازشدگی قالب است. یک خم که به این روش شکل گرفته، در عرض قالب معلق است و شعاع داخلی آن به عنوان درصدی از آن عرض بیان می‌شود. این درصد به استحکام کششی ماده بستگی دارد. این رابطه به عنوان "قانون بیست درصد" شناخته می‌شود هرچند که این درصد با توجه به نوع ماده و استحکام کششی آن تغییر می‌کند.

### خم‌کاری پایین
در خم‌کاری پایین، ورق در اطراف نوک پانچ مجبور به خم شدن می‌شود. این روش از زوایای مختلف پانچ به همراه قالب V شکل استفاده می‌کند. خم‌کاری پایین تقریبا در فاصله بیست درصد ضخامت ورق از سطح زیرین آن اتفاق می‌افتد. با این روش می‌توان خمی با شعاع داخلی تا سه برابر ضخامت ورق تولید کرد.

### سکه‌زنی
این روش قدیمی‌ترین راه خم‌کاری از بین سه روش بیان شده است و به دلیل نیاز به تناژ بالا، در بیشتر موارد دیگر مورد استفاده قرار نمی‌گیرد. در سکه‌زنی، نوک پانچ به داخل ورق فشار می‌آورد و تا محور خنثی نفوذ می‌کند. از نظر فنی، هر شعاعی می‌تواند سکه‌زنی شود؛ اما به طور سنتی، از این روش برای ایجاد خم تیز و بدون شعاع استفاده شده است.
همچنین می‌توانیم جدول ضریب کی را بر اساس جنس ورق به سه قسمت: فلزات انعطاف‌پذیر، مواد متوسط و آلیاژهای مقاوم تقسیم کنیم.
1. فلزات انعطاف‌پذیر: شامل انواع نرم‌تر مس و برنج است که دارای ضریب کی کم هستند.
2. مواد متوسط: شامل مس نیمه‌سخت، برنج، فولاد نرم و آلومینیوم که دارای ضریب کی متوسط هستند.
3. آلیاژ‌های مقاوم: شامل انواع برنز، فولاد سرد و فولاد فنر که دارای ضریب کی زیاد هستند.

## جایگزین ضریب کی
در موارد واقعی اکثرا از ضریب کی استفاده می‌شود، اما برای اینکه محاسبات دقبق‌تر باشند می‌توانیم از ضریب ایگرگ استفاده کنیم. ضریب ایگرگ بر حسب ضریب کی به شکل زیر تعریف می‌شود:
{\displaystyle Y={\frac {K\times \pi }{2}}}
- K = ضریب کی
- Y = ضریب ایگرگ

استفاده از ضریب ایگرگ باعث می‌شود که فرمول ظرفیت خمش تغییر کند، اما این ضریب تنش داخل ورق را نیز در نظر می‌گیرد درحالی که ضریب کی این کار را انجام نمی‌دهد.

## موارد مشابه
- ورق‌کاری
- خم‌کاری
- دستگاه پرس
- صنعت